# باولو دا بالما
باولو دا بالما (بالألمانية: Paulo da Palma)‏ هو لاعب كرة قدم ألماني وبرتغالي في مركز الوسط، ولد في 18 مارس 1965 في نوردهورن في ألمانيا. لعب مع نادي أوسنابروك ونادي بوخوم ونادي ساربروكن ونادي هامبورغ 08.

## وصلات خارجية
- باولو دا بالما على موقع قاعدة بيانات كرة القدم.إي يو (الإنجليزية)
- باولو دا بالما على موقع بيانات كرة القدم. دي إي (الألمانية)
- باولو دا بالما على موقع عالم كرة القدم.نت (الإنجليزية)